# Lodewijk College
Het Lodewijk College, ontstaan door de fusie tussen "Stedelijk Scholen Gemeenschap de Rede" en het "Zeldenrust-Steelantcollege", is een middelbare school in Terneuzen, in Zeeuws-Vlaanderen in de Nederlandse provincie Zeeland.
De schoolorganisatie is in 2018 vernoemd naar de in Sluiskil geboren Amerikaanse ruimtevaarder en chemicus Lodewijk van den Berg.
Op deze samenwerkingsschool van protestante en rooms-katholieke signatuur wordt vmbo, mavo, havo, vwo, tweetalig havo en tweetalig vwo aangeboden. Sinds het schooljaar 2009 en 2010 biedt het ook gymnasium aan.
Stedelijk Scholen Gemeenschap de Rede is in 1994 ontstaan uit een fusie tussen het Petrus Hondius Lyceum (mavo,havo, atheneum en gymnasium) en LTS de Vaart.
Het Zeldenrust-Steelantcollege is in 1995 ontstaan uit een fusie van het Zeldenrustcollege (mavo, havo en vwo) en de RK Steelant scholengemeenschap (vbo-mavo). Deze streekschool geeft onderwijs aan leerlingen uit Terneuzen en omliggende plaatsen zoals Axel, Zaamslag, Sas van Gent, Sluiskil, Westdorpe en Hoek.

## Bekende oud leerlingen
- Winfried Baijens
- Leen van Duivendijk
- Hugo de Jonge
- Jos de Putter
- Ad Verbrugge